# Будай, Ян
Ян Будай (словац. Ján Budaj; род. 10 февраля 1952, Братислава) — словацкий художник, диссидент, политический и государственный деятель. Один из лидеров «нежной революции». Основатель и лидер партии «Перемены снизу, Демократический союз Словакии» с 2000 года. Депутат Национального совета (парламента) Словакии в 1998—2002 годах и с 2016 года. Министр по делам охраны окружающей среды Словакии (2020—2023).

## Биография

### Ранние годы
Родился 10 февраля 1952 года в Братиславе.
После окончания средней школы, в 1971 году вместе с одноклассником впервые пытался бежать через «Железный занавес». Год отсидел в тюрьме.
Поступил на педагогический факультет Трнавского университета, но был отчислен с четвёртого курса.
Работал фотографом и оператором на Чехословацком телевидении. С 1976 года работал истопником. По его примеру истопником в 1983 году стал Франтишек Миклошко.

### Диссидентство
Организатор и вдохновитель многих уличных акций, художественных выставок и других нелегальных мероприятий. В 1970-е годы, в период нормализации вместе с литератором Томашем Петршивым (Tomáš Petřivý; 1955—1986), одним из первых подписантов «Хартии-77» и поэтом Владимиром Архлебом (Vladimír Archleb; 1953—2007) основал группу художников и поэтов «Временное общество интенсивного опыта» (Dočasná spoločnosť intenzívneho prežívania, DSIP), которая выбрала пространством своих работ городские улицы. В 1980 году Ян Будай организовал международную акцию «Три солнечных дня» (Tri slnečné dni), на которой было представлено творчество запрещённых авторов.
Автор и составитель целого ряда популярных самиздатовских публикаций. Член редакции вместе с Олегом Пастиером (Oleg Pastier; 1952—2018) и Мартином Миланом Шимечкой самиздатовского журнала «Контакт» (Kontakt), выходившего в Братиславе в 1981—1983 годах. В 1987—1988 годах — редактор самиздатовского журнала «К». Также был редактором самоиздатовского журнала «Фрагмент» (Fragment).
С 1978 года активист и один из лидеров оппозиционного (антикоммунистического) неполитического движения экологистов — участников массового общественного движения за охрану окружающей среды. В 1980-е годы — основатель природоохранного движения, целью которого было сохранение исторических кладбищ и достопримечательностей Братиславы. Стал автором инициативы «Братислава/во весь голос» (Bratislava/nahlas) и составителем, одним из редакторов и авторов одноимённого небольшого сборника исследований о катастрофической экологической ситуации города. В сборнике коммунистический режим подвергался критике через призму природоохранной и экологической деятельности. Сборник вышел в самиздате в Братиславе в октябре 1987 года тиражом 1000 экземпляров. Через две недели было допечатано ещё 2000 экземпляров. По оценкам только за первый месяц было изготовлено около 60 000 копий. «Голос Америки» устроил рекламу изданию. Вацлав Гавел назвал её словацким эквивалентом «Хартии-77».

### Нежная революция и смена режима
Один из лидеров «нежной революции» 17 ноября 1989 года. В первые дни революции стал одним из основателей и ключевой фигурой движения «Общественность против насилия» (ОПН), которое стало главной оппозиционной (антикоммунистической) силой в Словакии. Его аналогом в Чехии был «Гражданский форум». Ян Будай стал неформальным лидером Координационного комитета ОПН. Был соведущим и главным организатором демонстраций на Площади Словацкого национального восстания в Братиславе. Первый из серии митингов состоялся 22 ноября, на трибуне были Ян Будай и актер Милан Княжко. Шапка-фернанделька стала «будайкой», после того как в ней Ян Будай вышел на трибуну. Участвовал во всех переговорах на круглых столах, 24 ноября был гостем дискуссионного шоу «Студия «Диалог» (Štúdio dialóg).
1 марта 1990 года стал депутатом Словацкого национального совета (парламента) от ОПН. После этого была предпринята неудачная попытка избрания Яна Будая на пост главы словацкого парламента взамен Рудольфа Шустера. По мнению Владимира Ондруша, занимавшего в 1989—1991 годах пост заместителя премьер-министра Словакии, избрание Будая не удалось по причине того, что материалы Службы государственной безопасности (ŠtB) Чехословакии стали инструментом политических манипуляций. После этой неудачи последовал раскол в руководстве ОПН, Координационный совет ОПН возглавил Федор Гал.
Под руководством Будая ОПН выиграла выборы в Словацкий национальный совет 8—9 июня 1990 года, получив 48 голосов.

### Обвинения в сотрудничестве с госбезопасностью
9 июня 1990 года, во второй день парламентских выборов Министерство внутренних дел Чехословакии под руководством Рихарда Сахера люстрировало Яна Будая из-за секретного сотрудничества с коммунистической Службой государственной безопасности (ŠtB). Будай вышел из списка кандидатов. 
Любое свое сотрудничество с госбезопасностью Будай категорически отвергал. ОПН поддержала Будая и подвергла сомнению весь процесс люстрации, подготовленный слишком поспешно и сопровождавшийся сомнительными действиями, инициированными министерством внутренних дел. Как отмечает Владимир Ондруш, возможность снимать кандидатов в ходе выборов существовала только в Словакии и только летом 1990 года. ОПН, руководитель которой внезапно оказался за пределами парламента, моментально утратила поддержку избирателей. Партия «Гражданский демократический союз» (ODÚ), сформированная членами ОПН, не смогла пройти в парламент на выборах в Словацкий национальный совет 1992 года и прекратила своё существование.
В течение двух месяцев после выборов в июне 1990 года крупные чешские газеты, в том числе официальное издание «Гражданского форума» печатали материалы, огульно дискредитирующие Будая. В сентябре на съезде ОПН Будай отказался выдвигать свою кандидатуру на пост председателя. Ян Будай ушёл из большой политики, став самой заметной жертвой люстраций в Словакии.

### В независимой Словакии
Был членом партии «Демократический союз» (DÚ), созданной в 1995 году.
По итогам парламентских выборов 1998 года избран депутатом Национального совета Словакии от Словацкой демократической коалиции (SDK).
В 2000 году произошло слияние партий DÚ и «Словацкий демократический и христианский союз» (SDKÚ–DS). Недовольный слиянием, Ян Будай с группой единомышленников основал партию, зарегистрированную в Министерстве внутренних дел 7 сентября 2000 года под первоначальным названием «Либерально-демократический союз» (Liberálnodemokratická únia, LDÚ). Ян Будай избран председателем партии. В 2002 году партия переименована в «Демократический союз Словакии» (Demokratická únia Slovenska, DÚ), в 2010 году — в «Перемены снизу, Демократический союз Словакии» (Zmena zdola, Demokratická únia Slovenska). Партия не участвовала в парламентских выборах 2002 года. По результатам парламентских выборов 2006, 2010 и 2012 годов партия не была представлена в Национальном совете Словакии.
В 2006—2010 годах — депутат городского совета Братиславы, высшего органа муниципального самоуправления столицы Словакии.
В 2010 году баллотировался на пост мэра Братиславы на муниципальных выборах, но занял третье место. Мэром стал Милан Фрачник. В 2011—2014 годах Ян Будай являлся заместителем мэра.
По результатам парламентских выборов 2016 года избран депутатом Национального совета Словакии по списку коалиции «Обычные люди и независимые личности» (OĽaNO). Переизбран на выборах 2020 года.
21 марта 2020 года принёс присягу как министр по делам охраны окружающей среды Словакии в правительстве под руководством премьер-министра Игора Матовича (OĽaNO). Сохранил пост в следующем правительстве под руководством Эдуарда Хегера (OĽaNO). 7 мая 2023 года Эдуард Хегер объявил об отставке, и с ним ушло всё правительство.
Его работы выставляются в Словакии, а также за рубежом, в том числе в России (Музей «Гараж», 2014).

## Личная жизнь
Живёт в Братиславе.